# The Petrified Forest
The Petrified Forest is een film uit 1936 onder regie van Archie L. Mayo.

## Verhaal
Alan is een rondreizende man met het karakter van een kunstenaar. Wanneer hij onderweg serveerster Gabrielle ontmoet, raakt hij gefascineerd door haar liefde voor poëzie. Hij denkt dat hij haar niks heeft te bieden en vertrekt weer. Na een ongeval met drie boeven, is hij weer bij het restaurant wanneer zij en nog meer mensen gegijzeld worden door de gevaarlijke criminelen. Wanneer ze in een bijna-dood situatie terechtkomen, begint iedereen zich te realiseren wat ze werkelijk willen.

## Trivia
- Leslie Howard en Humphrey Bogart hadden dezelfde rollen al eerder gespeeld in de theaterversie.
- Warner Brothers wilde eerst Humphrey Bogart niet voor de rol in de film, aangezien hij geen contract had bij de studio. Hun voorkeur ging naar Edward G. Robinson voor de rol. Howard zorgde ervoor dat Bogart uiteindelijk toch de rol kreeg.
- De notoire bankrover John Dillinger was de voornaamste inspiratie voor het personage Duke Mantee.

## Rolverdeling
| Acteur           | Personage               |
| ---------------- | ----------------------- |
| Bette Davis      | Gabrielle 'Gabby' Maple |
| Leslie Howard    | Alan Squier             |
| Humphrey Bogart  | Duke Mantee             |
| Charley Grapewin | Opa Maple               |
| Dick Foran       | Boze Hertzlinger        |
| Genevieve Tobin  | Edith Chisholm          |
| Joseph Sawyer    | Jackie Cooper           |
| Porter Hall      | Jason Maple             |
| Paul Harvey      | Meneer Chisholm         |